# 徳永村 (岐阜県郡上郡)
徳永村（とくながむら）はかつて岐阜県郡上郡に存在した村である。
現在の郡上市大和町徳永に該当する。

## 歴史
- 1889年（明治22年）7月1日 - 町村制により徳永村発足。
- 1897年（明治30年）4月1日 - 河辺村、神路村、牧村、古道村、栗巣村と合併し、山田村発足。同日徳永村廃止。